# Farooq Leghari
Farooq (Faruk) Ahmad Khan Leghari (ur. 29 maja 1940 w Choti Zareen, zm. 20 października 2010 w Rawalpindi) – pakistański polityk.
Od 1973 działacz Pakistańskiej Partii Ludowej (PPP); minister w rządzie Zulfikara Alego Bhutto (zwolennik jego rodziny-pakistańskiej dynastii politycznej); 1988–1990 minister energetyki; od 19 października do 14 listopada 1993 minister spraw zagranicznych. W latach 1993–1997 prezydent Pakistanu; utracił urząd prezydenta kraju, gdyż został odwołany na skutek konfliktu z premierem Nawazem Sharifem.